# 구르미 그린 달빛
《구르미 그린 달빛》(Moonlight Drawn by Clouds) 은 윤이수가 지은 조선시대의 역사적 배경 위에 써 내려간 로맨스소설이다. 이 책은 네이버를 통해 총 131회에 걸쳐 연재되어 2013년 4일부터 누적 조회수가 약 5000만 건 이상을 기록하는 등 온라인상에서 뜨거운 인기를 누린 웹소설을 책으로 제작하면서, 전 5권으로 발행하였다. 2015년 3월에는 전 다섯권 가운데 1권과 2권이 앞서 출간되었고, 나머지 세권은 2015년 5월 출간되었다.
책 제목의 구름은 ‘백성’을, 달빛은 ‘군주’를 뜻한다. 풀이하자면 ‘백성의 뜻으로 그려낸 군주’라는 의미이다. 19세기 조선의 부활을 꿈꾸던 천재군주 이영(효명세자)과 방랑시인 김삿갓, 그리고 역적의 딸로 운명을 함께한 여인 홍라온 등 조선 청춘들의 궁중로맨스를 담고 있다.
2016년 하반기에는 이 책을 원작으로 한 동명의 드라마가 그대로 극화하여, 지난 2016년에 KBS 드라마본부 측에서 편성이 확정되었다. 드라마 인기에 힘입어 원작 소설의 판매량도 급증하였다. 2016년 9월 20일 기준 누적판매량 20만부를 돌파하였는데, 이는 2015년 3월 첫 출판 이후 18개월만으로 역대 궁중로맨스 소설 원작과 비교하면 정은궐의 ‘해를 품은 달’ 이후 최고치 판매량이다.

## 줄거리
- 1권 ‘눈썹달’(初月)

여자 주인공 ‘홍라온’과 남자 주인공 ‘이영’이 운명처럼 마주하여 서로 벗이 되는 이야기가 전개된다. 구 영감네 담배 가게는 연일 가슴앓이 하는 사내들로 북적거린다. 여인에 관한 고민을 기막히게 상담해주는 저잣거리의 유명 인사 ‘삼놈이’가 이곳에서 일하기 때문인데, 그의 본명은 ‘홍라온’, 실은 꽃다운 미색의 남장여인이다. 어느 날, 라온은 자신이 대필한 연서로 인해 신분을 밝히지 않은 세자 저하 영과 마주치게 되고, 이때부터 둘 사이의 인연은 실타래처럼 얽히고 설켜 조선 구중궁궐에 달무리를 이루기 시작한다.

- 2권 ‘달무리’(月暈)

라온과 영의 관계가 조금씩 무르익어간다. 바람 잘 날 없는 궁궐 생활이지만, 해사한 미소를 잃지 않고 꿋꿋하게 살아가던 라온은 청국에서 막 돌아온 예조참의 ‘김윤성’에게 정체를 들키고 만다. 그리고 호의인지 함정인지 모를 윤성의 간청에 못 이겨 궁 밖으로 이끌리게 되는데, 설상가상으로 연분홍 매화꽃이 수놓인 비단 치마를 차려입은 고운 여인의 모습으로 영과 마주하게 된다. 덕분에 안 그래도 라온을 향한 생경한 설렘으로 갈등에 사로잡혀 있던 영의 세계는 완벽하고 차가웠던 과거를 뒤로 한 채 점점 무너져 내리기 시작한다.
- 3권 ‘달빛 연모’(月戀)

라온을 마음에 품은 세 남자의 불꽃 튀는 연모의 줄다리기가 시작된다. 영과 궁 밖으로 잠행을 나온 라온은 그와 잠깐 헤어진 사이 뜻밖에 예조참의 윤성과 마주친다. 그간 라온에게 궁 밖에 나가자고 몇 번이나 청했다 거절당했던 윤성은 기쁜 마음으로 라온과 함께 저잣거리를 거닌다. 그러나 그의 애틋한 마음도 잠시, 둘은 낯선 사내에게 납치를 당하고, 생사를 오가는 위협 속에서 라온의 따뜻한 속내를 깊숙이 엿본 윤성의 감정은 점점 깊어만 간다. 한편 병연은 사라진 라온을 찾아 헤매며, 어느새 살아가는 이유가 되어버린 그녀를 향한 자신의 마음을 다시 한 번 확인한다.
- 4권 ‘달의 꿈’(月夢)

감히 용서받지 못할 역적의 운명을 짊어진 라온과 한 나라의 군주인 영의 안타까운 사랑 이야기가 펼쳐진다. 달빛 스며드는 어둠 속 황홀한 첫 밤, 평생 사내로 살아온 라온은 오롯이 영의 여인이 된다. 그러나 세자빈을 들여야 한다는 대비전의 강경한 요구와 김씨 일문의 끊임없는 탐욕은 라온을 낭떠러지로 몰아넣는다. 절체절명의 상황에서 영은 어쩔 수 없이 라온을 병연에게 부탁하며 둘을 떠나보낸다. 병연은 목숨을 다해 그녀를 지키지만, ‘김조순’의 수하들은 영의 발목을 잡아 그를 넘어뜨리기 위해 끝까지 라온을 뒤쫓는다.
- 5권 ‘홍운탁월’(烘雲托月)

권력에 눈먼 김조순이 급기야 독살을 계획한다. 독살당한지도 모르게 서서히 외손주이자 세자인 영의 목을 죄는 것이 그의 목표이다. 연일 심각해지는 영의 병증에 동궁전에는 침울한 기운이 가득하다. 그 소식을 접한 라온은 도망자 신세임에도 불구하고 몰래 영의 곁에 숨어든다. 하지만 잠시뿐, 둘만의 시간은 오래가지 못하고, 영의 고통은 날로 더해간다. 백성을 위한 새 나라를 꿈꾼 영과 그 곁을 지키려던 라온. 그 둘의 인연은 탐욕에 가로막혀 부서지고 말 것인가?

## 같이 보기
- 구르미 그린 달빛 (드라마)